# 740

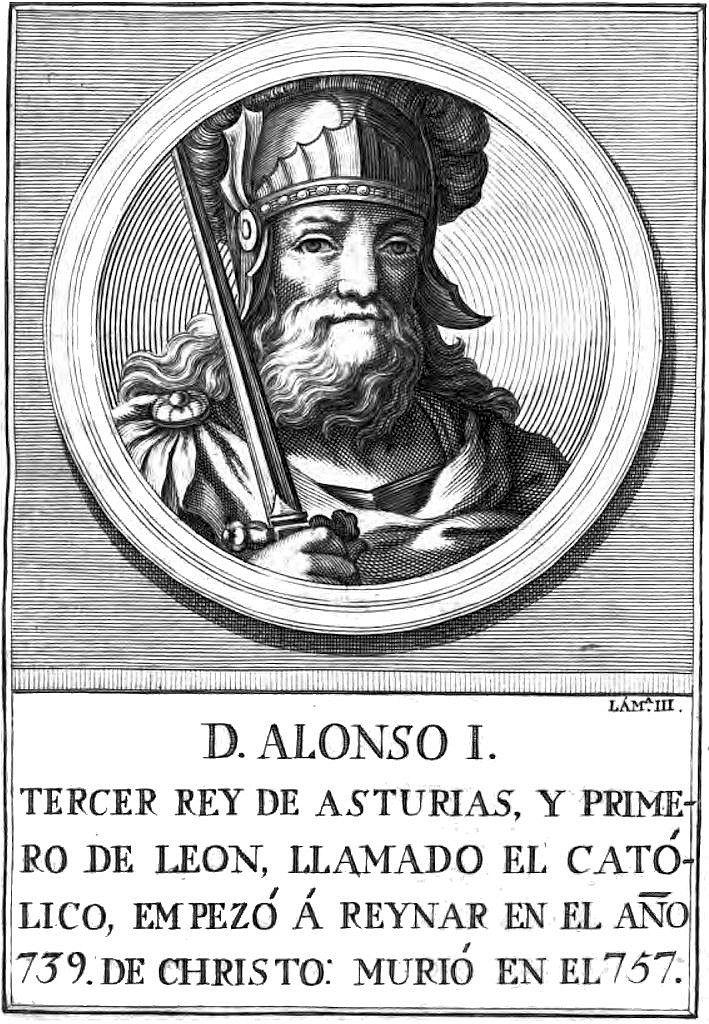
Koning Alfons I van Asturië (Spanje)

Het jaar 740 is het 40e jaar in de 8e eeuw volgens de christelijke jaartelling.

## Gebeurtenissen

### Byzantijnse Rijk
- Slag bij Akroinon: De Byzantijnse strijdkrachten onder leiding van keizer Leo III en zijn zoon Constantijn V verslaan bij Akroinon (Frygië) een Arabisch expeditieleger (20.000 man). Hiermee wordt een halt toegeroepen aan de Arabische expansiedrift in Anatolië (huidige Turkije) en de bedreiging van Constantinopel.
- 26 oktober - Een grote aardbeving treft Constantinopel en omstreken. Hierbij wordt er veel schade aangericht aan de stadmuren en gebouwen.

### Brittannië
- Koning Eadberht van Northumbria voert een veldtocht tegen de Picten. Tijdens zijn afwezigheid valt koning Æthelbald van Mercia zijn koninkrijk binnen en verwoest de hoofdstad York.
- Koning Æthelheard van Wessex overlijdt na een regeerperiode van 14 jaar. Hij wordt opgevolgd door zijn broer Cuthred. Tijdens zijn bewind is Wessex ondergeschikt aan Mercia.

### Europa
- Pepijn de Korte, zoon van Karel Martel ("de Strijdhamer"), trouwt met Bertrada van Laon. Zij is een dochter van graaf Charibert van Laon.
- Koning Alfons I van Asturië verovert Galicië op de Arabieren en lijft het gebied in bij het koninkrijk Asturië (huidige Spanje).
- Hiltrude, dochter van Karel Martel, treedt in het huwelijk met hertog Odilo I van Beieren. (waarschijnlijke datum)

### Arabische Rijk
- De Grote Berberopstand: Kalief Hisham moet de geplande expeditie naar Sicilië afbreken en stuurt een Arabische elite colonne (voornamelijk ruiterij) naar Tanger (Noord-Marokko).
- Slag van de Edelen: De opstandige Berbers overweldigen bij Tanger de elite ruiterij, hierbij wordt een groot aantal Arabische edelen afgeslacht.

## Religie
- Benedictijnse monniken stichten een missiepost in Zell am See (huidige Oostenrijk).
- De stad Bazel (Zwitserland) wordt een bisdom.

## Geboren
- Aurelius, koning van Asturië (waarschijnlijke datum)
- Gerold van de Vinzgau, Frankisch edelman (overleden 799)
- Mashallah ibn Athari, Joods-Arabisch astroloog (waarschijnlijke datum)
- Willehad, Angelsaksisch missionaris (waarschijnlijke datum)

## Overleden
- Acca, bisschop van Hexham (of 742)
- Æthelheard, koning van Wessex
- Eudes, hertog van Aquitanië (waarschijnlijke datum)
- Wu Daozi (60), Chinees kunstschilder
- Zhang Jiuling (67), Chinees dichter en politicus